# 大斑副仙女魚
大斑副仙女魚，為輻鰭魚綱仙女魚目合齒魚亞目副仙女魚科的其中一種，分布於西印度洋肯亞外海海域，深度178-290公尺，體長可達9.8公分，背鰭軟條11枚;臀鰭軟條8-9枚，為深海底棲性魚類，棲息在底層水域，生活習性不明。

## 擴展閱讀
維基物種上的相關：大斑副仙女魚